# Сіпрієн Нтар'яміра
Сіпрієн Нтар'яміра (6 березня 1955 — 6 квітня 1994) — президент Бурунді з 5 лютого 1994 до своєї смерті під час падіння літака 6 квітня 1994 року.

## Біографія
Нтар'яміра народився в комуні Мубімбі, у провінції Бужумбура. Пішов до школи в Бужумбурі, але після провалу повстання хуту 1972 року, він разом із тисячами інших представників хуту був змушений залишити країну.
Здобув освіту у сільськогосподарській галузі в Національному університеті Руанди в Бутаре 1982 року. У ті часи він приєднався до соціалістичного руху. Повернувся на батьківщину 1983 року. Був засуджений з політичних міркувань за часів режиму полковника Жана Батіста Багази, перебував в ув'язненні до 1985.
У серпні 1986 року став одним із засновників партії Фронт за демократію в Бурунді (FRODEBU). Його партія прийшла до влади за результатами перших демократичних виборів 1993, завершивши довготривале правління тутсі в країні. Новий президент, Мельхіор Нгезе Ндадайє, призначив Нтар'яміру на пост міністра сільського господарства.
У жовтні 1993 Ндадайє був убитий разом із кількома членами уряду, що поклало початок громадянській війні. Нтар'яміра був обраний на пост президента 5 лютого 1994 як компромісна особа: він був хуту, але діяв за принципами свого попередника, який намагався знівелювати міжетнічну ворожнечу. Окрім того він призначив Анатоля Каньєнкіко, представника партії Союз за національний прогрес, на пост прем'єр-міністра.
Передишка була нетривалою: літак, на борту якого перебували Нтар'яміра та президент Руанди Жувенал Габ'ярімана, був збитий під час посадки в столиці Руанди. Обидва політика загинули.
За два дні, 8 квітня, влада перейшла до давнього соратника Нтар'яміри Сильвестра Нтібантунганьї, голови Національної асамблеї.